# كيكيكتارجواك
كيكيكتارجواك هي بلدة تقع في منطقة قيكيقتالوك في ولاية نونافوت،كندا.